# Odessa (Texas)
Odessa é uma cidade localizada no estado norte-americano do Texas, no Condado de Ector e Condado de Midland.

## Demografia
Segundo o censo norte-americano de 2000, a sua população era de 90.943 habitantes.
Em 2006, foi estimada uma população de 95.163, um aumento de 4220 (4.6%).

## Geografia
De acordo com o United States Census Bureau tem uma área de
95,5 km², dos quais 95,3 km² cobertos por terra e 0,2 km² cobertos por água.

## Localidades na vizinhança
O diagrama seguinte representa as localidades num raio de 36 km ao redor de Odessa.